# Västfrisiska

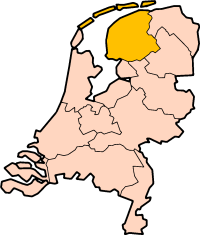
Provinsen Fryslân i Nederländerna

Västfrisiska (Westerlauwersk Frysk) talas i den nederländska provinsen Fryslân (Friesland). Det är den mest talade av Nordsjökustens frisiska varianter, och kallas därför vanligtvis bara för "frisiska". Västfrisiska är vid sidan om nederländska officiellt språk i Friesland och officiellt minoritetsspråk i resten av Nederländerna. 

## Talare
I Friesland har 55 % av invånarna, d.v.s. ungefär 350 000 personer, västfrisiska som modersmål. Drygt 100 000 av Frieslands invånare talar språket som andraspråk. Ytterligare 150 000 modersmålstalare finns i andra provinser i Nederländerna. Närmare 100 000 modersmålstalare bor utanför Nederländerna. Många friser är bosatta i Kanada, USA, Australien och Nya Zeeland, men det finns även en och annan som har hittat till Sverige.

## Ortografi
Västfrisiskan har ett skriftspråk. Den första officiella stavningen kom år 1879. Sedan har stavningsreformer skett 1948 och 1980 (den nu gällande).
Det frisiska alfabetet innehåller 23 bokstäver. Till skillnad från det svenska alfabetet innehåller frisiskans alfabet inte q, x, å, ä och ö. Dessutom betraktas "y" som en variant av "i", så att till exempel "ympulsyf" (impulsiv) kommer före "inisjatyf" (initiativ) i ordboken. Man använder även diakritiska tecken på vissa bokstäver (â, ê, ô, û, och ú) för att beteckna andra vokalljud.
Fryske Akademy har i samarbete med Microsoft tagit fram en frisisk stavningskontroll.

## Användning
Tidigare har västfrisiskan och dess talare, liksom många andra små språk, haft mycket svårt att hävda sig i samhället. Språket är numera ett erkänt minoritetsspråk och skall skyddas både av nederländska staten och av EU. Idag används västfrisiskan, förutom till vardags, även inom skolan och rättsväsendet mm.
Språket är numera ett obligatoriskt skolämne i Frieslands grundskolor och används i flera skolor även som alternativt undervisningsspråk (jämte nederländskan).
Sedan 1990-talet har friser fått laglig rätt att använda sitt modersmål i rättsliga sammanhang och i kontakt med de styrande i Friesland och dess kommuner. Sedan 2002 är det även tillåtet för föreningar att ha sina stadgar skrivna på frisiska.
En del av Frieslands kommuner har valt att ändra de officiella ortnamnen från nederländska till frisiska. Sedan 1997 är provinsens officiella namn Fryslân (tidigare Friesland).